# حسين عوني باشا
حسين عوني باشا (بالتركية العثمانية: حسين عونى پاشا، وبالتركية الحديثة: Hüseyin Avni Paşa) ـ (إسبرطة، 1820 ـ إسطنبول، 15 يونيو 1876) هو سياسي عثماني  شغل منصب الصدر الأعظم للدولة العثمانية في الفترة من 15 فبراير 1874 إلى 26 أبريل 1875. قُتل على يد «شركس حسن» (بالتركية: Çerkess Hassan)‏، الأخ الأصغر لنسرين قادين الزوجة الخامسة للسلطان العثماني عبد العزيز الأول، والتي اتهمته بالضلوع في قتل زوجها السلطان عبد العزيز الأول أثناء اجتماع لمجلس وزراء السلطان مراد الخامس في قصر مدحت باشا في ميدان بايزيد بالآستانة.